# Coryton (stacja kolejowa w Cardiff)
Coryton (ang. Coryton railway station) – stacja kolejowa w Cardiff, w Walii. Obsługuje obszar Coryton i Pantmawr. Znajduje się na Coryton Line, 7,2 km od Cardiff Central. Została otwarta w 1911 przez Cardiff Railway. Obecnie jest to stacja końcowa na tej linii
Usługi pasażerskie świadczone są przez Arriva Trains Wales w ramach sieci Valleys & Cardiff Local Routes.

## Połączenia
Od poniedziałku do soboty w czasie dnia istnieje połączenie co pół godziny do Cardiff Central i dalej do Radyr na Cardiff City Line. Wieczorami połączenie to jest utrzymywane z częstotliwością jednego pociągu na godzinę w tym kierunku. W niedzielę pociągi nie kursują.

## Linie kolejowe
- Coryton Line